# Eusébia (imperatriz)
Flávia Aurélia Eusébia (em latim: Flavia Aurelia Eusebia), também conhecida como Aurélia Eusébia, foi uma imperatriz-consorte romana do oriente, primeira esposa do imperador Constâncio II. As principais fontes sobre a sua vida são o panegírico de Juliano "Discurso de Agradecimento à imperatriz Eusébia" e também o relato de Amiano Marcelino.

## Família
Eusébia nasceu em Tessalônica e era de origem macedônia. Seu pai foi o primeiro cônsul romano da família e os historiadores modernos o identificam como sendo Flávio Eusébio, que já havia sido mestre da cavalaria (magister equitum) e mestre da infantaria (magister peditum). O panegírico de Juliano menciona que o pai já havia morrido quando ela se casou com Constâncio.. Não se sabe quem foi sua mãe, mas o panegírico afirma que ela tinha uma "nobre disposição" e que, quando o marido morreu, se dedicou aos filhos e tinha uma grande reputação por sua prudência
Amiano Marcelino menciona que ela tinha dois irmãos, os dois "ex-cônsules Eusébio e Hipácio", que foram acusados falsamente de traição por Paládio durante o reinado de Valente, castigados com multas e exilados. Porém, foram logo chamados de volta, perdoados das multas e "restaurados aos seus antigos títulos e honras". Historiadores modernos os identificaram como sendo os cônsules de 359, Flávio Eusébio e Flávio Hipácio. Juliano afirma que eles só conseguiram os cargos que tiveram por influência da irmã.

## Imperatriz
O panegírico de Juliano data o matrimônio com Constâncio antes da derrota do imperador-rival Magnêncio (agosto de 353). A cerimônia pode ter se realizado no início deste mesmo ano.. Desde o começo, Eusébia influenciou o marido, promovendo tanto sua família que chegou a ser acusada de nepotismo
Em 354, Eusébia visitou Roma pela primeira vez. Constâncio estava na Germânia na época. A imperatriz distribuiu grandes somas em dinheiro entre "os presidentes das tribos e aos centuriões do povo"

## Juliano
Segundo as fontes antigas, a ascensão de Juliano se deu por intermédio de Eusébia. Ela convenceu Constâncio a não matá-lo e a enviá-lo a Atenas, onde ele continuou seus estudos. O próprio Juliano confirma em seu panegírico.. e na sua "Carta ao Senado e ao Povo de Atenas", que escreveu em 361. Amiano Marcelino afirma que foi Eusébia que salvou a vida de Juliano depois da morte por traição de Constâncio Galo, meio-irmão de Juliano, em 354. Libânio confirma a história em sua "Oração Fúnebre ao Imperador Juliano". Sócrates Escolástico oferece um relato quase idêntico sobre as suspeitas que o imperador tinha em relação a Juliano e como ele se safou, primeiro fugindo de um lugar para o outro e "afinal, a imperatriz Eusébia, tendo descoberto seu esconderijo, convenceu o imperador a deixá-lo ileso e permitiu-lhe que seguisse para Atenas para continuar com seus estudos filosóficos" Sozomeno conta a mesma história
Juliano atribui essa proteção à bondade de Eusébia, o que pode ser uma liberdade literária e um elogio político. Amiano Marcelino sugere motivações mais políticas e sofisticadas.. Segundo os historiadores modernos Shaun Tougher e J. Juneau, é possível que Eusébia estivesse atuando como "testa de ferro" de Constâncio, um peão em sua estratégia agindo como intermediária com Juliano já que a relação entre os dois era boa. Eusébia assim construiu uma valiosa aliança quando Constâncio mais precisava de uma

## César Juliano
Em 355, Eusébia, segundo Juliano, apoiou a nomeação de Juliano como césar. O novo césar foi enviado para a Gália como subordinado aos generais que já estavam lá e que receberam a missão de vigiá-lo para que ele não iniciasse uma revolta contra Constâncio.
Segundo Amiano Marcelino, a situação na região era desesperadora, mas Constâncio considerava arriscado demais deixar a Itália e, por isso, resolveu associar seu primo Juliano ao trono., apesar de todas as vozes contrárias na corte que lembravam o ocorrido com Constâncio Galo. Segundo Amiano, a imperatriz lutou contra a corte dizendo que um parente era preferível a outra pessoa
Segundo Zósimo, a imperatriz sabia que Constâncio desconfiava de seus parentes e o convenceu dizendo que "Juliano era um jovem que desconhecia as intrigas do estado e havia se dedicado completamente a seus estudos; e ele era totalmente inexperiente nos negócios mundanos. Que por isso ele seria mais adequado para seus propósitos do que qualquer outro. Que ou teria sucesso e seu êxito se atribuiria à conduta do imperador ou cairia e pereceria; e que então Constâncio não teria ninguém da família para sucedê-lo".

## Segunda visita a Roma
Em 357, Constâncio e Eusébia visitaram Roma, a segunda visita documentada da imperatriz à cidade, para celebrar a Vicennalia, o vigésimo aniversário do reinado de Constâncio. A corte toda se mudou para a antiga capital imperial nesta que foi a primeira e única vez que o imperador pôs os pés ali. Assim, ele segui o exemplo de Diocleciano e Constantino I, que também comemoraram lá suas Vicennalias. A presença de Constâncio, Eusébia e Helena, esposa de Juliano, transformou a ocasião num espetáculo dinástico que Amiano narra com grandes detalhes no livro 16 (cap. 10) de sua "História Romana".
Ele afirma que Eusébia se aproveitou da ocasião para tentar convencer Helena a não ter filhos com Juliano. Segundo este autor, "por suas artimanhas, persuadiu Helena a beber uma estranha poção para que, sempre que estivesse grávida, sofresse um aborto". No ano anterior, ela já havia perdido outro filho na Gália. Atualmente, considera-se que esta história da poção seja uma afirmação do historiador sem mais provas. Plinio Prioreschi considera este relato como um exemplo de um erro comum nos relatos da medicina antiga, "a atribuição a uma droga de propriedades que elas não poderiam ter": neste caso, uma poção que seria consumida uma única vez e que agiria durante anos.
Contudo, o historiador do século XVIII Edward Gibbon não descartou totalmente a história, deixando para os médicos e não para os historiadores a possibilidade de existir um veneno semelhante. Historiadores como Shaun Tougher ou Noël Aujoulat consideram que não se deve descartar a possibilidade de Helena ter abortado através do uso de alguma substância abortiva cujo uso teria sido induzido por Eusébia. A imagem da imperatriz que se perpetuou foi o retrato elogioso pintado por Juliano em seu panegírico. Mas Eusébia, na realidade, foi a maior ameaça a Juliano durante seu mandato como césar, uma posição que o colocava como herdeiro aparente do trono imperial enquanto Eusébia e Constâncio não tivessem filhos. Se o herdeiro do casal imperial viesse, Juliano teria deixado de ser útil aos seus padrinhos imperiais.
Eusébia aparece envolvida num incidente ocorrido anos mais tarde, em 359. Descobriu-se uma suposta conspiração de Barbácio numa carta recebida de sua esposa Assíria. Nela, ela dizia que, depois da morte de Constâncio e de ter-se convertido em imperador, "não deveria se desfazer dela e era preferível o casamento com Eusébia, que era então a rainha e chamava a atenção entre as mulheres pela beleza de sua pessoa". Depois de esta carta ter sido enviada com todo sigilo possível, a moça que a havia escrito ouvindo o ditado de sua senhora levou uma cópia a Arbício, o mestre dos soldados (magister militum), tão logo ele voltou de uma campanha. Com base nela, ele foi ao imperador. O assunto foi investigado e o casal terminou executado
Como lembra R. Haston Norwood em seu artigo sobre Barbácio, a carta não foi composta pela própria Assíria e sim por uma serva, o que pode ter sido uma tramoia de Arbício para se aproximar do imperador. Não se sabe realmente se havia um complô e, como a carta era cifrada, tampouco se pode assegurar que continha as exatas palavras de Assíria.

## Papel religioso
Eusébia exerceu uma considerável influência sobre o imperador e afetou suas decisões políticas. Com frequência aparece a sabedoria e a bondade da imperatriz, assim como a sua lealdade a Constâncio. Amiano sugeriu que Constâncio teria honrado esta lealdade renomeando a Diocese do Ponto como Pietas, o equivalente latino do nome grego "Eusebia"[a].
Em 24 de agosto de 358, um grande terremoto destruiu a Nicomédia. Entre as vítimas, Amiano menciona "Aristêneto, vice-governador da recém-criada diocese que Constâncio, em honra à esposa, Eusébia, havia chamado Pietas". A Epítome dos Césares, atribuída a Aurélio Vítor, menciona a própria devoção de Constâncio a Eusébia, "que era verdadeiramente elegante" e a quem ele preferia entre todas as suas esposas.
Eusébia usou também sua influência para promover o arianismo, papel destacado principalmente por Sozomeno... A influência dos sacerdotes arianos sobre Eusébia e Eusébio, o eunuco que era o camareiro-chefe, fez com que se reiniciassem as disputas religiosas na corte, exatamente como queriam Teógnis de Niceia, o bispo ariano da província da Bitínia, e seus partidários Teodoreto documenta que Eusébia enviou dinheiro ao papa Libério, que estava exilado em 355
A "Suda" menciona Eusébia em um artigo dedicado a Leôncio, bispo de Trípoli, na Lídia. Segundo esta enciclopédia, o bispo teria ficado indiferente à chagada da imperatriz, que mandou chamá-lo e ofereceu-lhe uma grande igreja. Mas o bispo afirmou que não iria se ela não se dispusesse a se humilhar e pedir sua benção, permanecendo em pé até que lhe fosse dado permissão. Irritada, Eusébia pediu ajuda ao esposo e clamou por vingança. Mas ele confirmou a independência de Leôncio e rechaçou o pedido.

## Morte
Como a primeira esposa de Constâncio, cujo nome não se sabe, Eusébia também tentou engravidar, sem sucesso. Diz-se que a imperatriz teria abraçado o arianismo por causa do fracasso dos bispos ortodoxos em curar sua infertilidade.. O historiador Filostórgio escreveu que o bispo e conhecido curandeiro ariano Teófilo, o Índio, foi reconvocado do exílio para curar seu útero. Ele afirma que Teófilo a teria curado, mas mesmo assim ela continuou sem engravidar. Eusébia finalmente faleceu enquanto estava tentando mais um tratamento para restaurar sua fertilidade
Segundo o tradutor e comentarista moderno Philip R. Amidon, Filostórgio "disse que a esposa de Constâncio tinha frequentes ataques de histeria e, como ele era tão profundamente devotado a ela, seu viu forçado a trazer de volta Teófilo do exílio, pois este tinha a fama de conseguir curar enfermidades através do poder divino. Quando chegou, pediu perdão pelos pecados que havia cometido contra ele e rogou para que curasse sua esposa. Não fracassou na tentativa, nos diz o autor. Pois Teófilo impôs as mãos na mulher e eliminou sua enfermidade". Amidon lembra que a histeria de Eusébia também foi mencionada por Jorge Cedreno e João Zonaras.
A morte de Eusébia evidencia o "medo da esterilidade" na Roma Antiga. O propósito do matrimônio romano era muito específico, a reprodução. As mulheres deveriam ter filhos para não serem legalmente tuteladas e terem direitos hereditários. Desta forma, havia muita pressão para ter filhos e, quando eles "demoravam para chegar", elas geralmente recorriam à religião ou usavam drogas para enfrentar a infertilidade. O destino de Eusébia indica que a medicação que ela tinha à sua disposição poderia ser tão perigosa quanto os abortivos.

## Historiadores modernos
Juliano revela a influência de Eusébia nas decisões de Constâncio, mas constantemente lembra que a palavra final era do imperador e não da imperatriz. Ela o convence, não lhe dá ordens. No fim, Juliano acaba esquecendo o tema e fala mais de si mesmo do que de Eusébia.
A imagem passada por Amiano Marcelino está enviesada por suas próprias preferências e ódios. Barnes lembra que o retrato que ele faz de Eusébia foi positivo, mas que havia para isso motivos claros. Eusébia era irmã de Hipácio, amigo e provável patrocinador de Amiano. A mudança de Amiano para Roma se encaixa perfeitamente com o período em que Hipácio era prefeito.